# Vrensted Kirke
Vrensted Kirke er en kirke i Vrensted Sogn i Hjørring Kommune i Vendsyssel. Indtil kommunalreformen i 1970 lå det i Børglum Herred (Hjørring Amt).
Kirken var i middelalderen viet til Sankt Thøger. Kor og skib er opført i romansk tid af granitkvadre, koret over hulet skråkantsokkel, skibet uden synlig sokkel. Bygningen blev gennemgribende ombygget i sengotisk tid. Det oprindelige kor blev omdannet til et langhuskor, det svære tårn blev tilføjet og våbenhuset blev opført. Tårnet har røde blændinger. Sydøst for kirken uden for kirkegårdsgærdet er det sted markeret, hvor Sankt Thøgers kilde sprang i middelalderen.
Ved ombygningen i sengotisk tid fik hele langhuset indbygget hvælv, den østlige del af koret fik tøndehvælv og resten af langhuset fik stjernehvælv. Altertavlen er en fløjaltertavle fra 1595 med malerier af Niels Larsen Stevns fra 1920. Prædikestolen er fra 1597. I kirken ses et senromansk korbuekrucifiks fra omkring 1250. I vestenden ses en Kristoffer-figur fra sengotisk tid, stilen har tilknytning til Claus Bergs værksted. Da syddøren blev flyttet i 1922, blev den udvendigt udsmykket med et relief af Joakim Skovgaard over fyldningen, indvendig er tympanonfeltets fresko udført af Niels Larsen Stevns.